# Коума, Эрнест Ричард
Эрнест Ричард Коума (англ. Ernest R. Kouma; 23 ноября 1919 — 13 декабря 1993) — солдат армии США, участник второй мировой и корейской войн. Дослужился до звания мастер-сержант и был удостоен медали почёта за действия 31 августа и 1 сентября 1950 года в ходе 2-й битвы у реки Нактонган в Южной Корее.
Родился в деревне Дуайт, штата Небраска. Вырос на семейной ферме. В 1940 вступил в ряды армии США. В ходе 2-й мировой войны служил командиром танка. В 1944-45 годах участвовал в боях в Германии в составе 9-й бронетанковой дивизии. После войны служил в оккупационных силах в Южной Корее и Японии.
После начала Корейской войны командовал танком М26 «Першинг» 2-й пехотной дивизии. В ходе боёв за Пусанский периметр вдоль реки Нактонган в одиночку управляя танком, препятствовал попыткам северокорейцев переправиться через реку, несмотря на то что все подразделения бывшие рядом отступили. В этом бою был дважды ранен и уничтожил 250 северокорейцев.
После награждения медалью почёта Коума служил рекрутёром и провёл в рядах армии 31 год, ушёл в отставку в 1971 году. Проживал в штате Кентукки, где и умер, похоронен в Форт-Ноксе.

## Биография
Эрнест Ричард Коума родился 23 ноября 1919 года в деревне Дуайт, штат Небраска в семье фермеров. До вступления в армию в июне 1940 большую часть жизни провёл на семейной ферме.

### Вторая мировая война
Когда США вступили во вторую мировую войну Коума прошёл подготовку танкиста и был назначен в 9-ю бронетанковую дивизию. В сентябре 1944 года дивизия в высадилась в Нормандии и 23 октября двинулась к линии фронта. Первой задачей дивизии стало патрулирование тихого сектора вдоль германо-люксембургской границы. Когда гитлеровцы предприняли зимнее наступление, необстрелянная 9-я дивизия незамедлительно вступила в битву. Дивизия участвовала в боях за Сен-Вит, Эхтернах и Бастонь, подразделения дивизии неготовые к противостоянию наступавшим гитлеровцам сражались в разделённых областях.
9-я бронетанковая дивизия стояла насмерть у Бастони и смогла сдержать гитлеровцев на время, пока солдаты 101-й парашютной дивизии не окопаются в самом городе. Произошла битва за сам город. После отдыха в январе 1945 года 9-я бронетанковая дивизия приготовилась к переправе через реку Рур. Наступление началось 28 ноября. 9-я дивизия перешла через Рур у Райнбаха и отправила патрули к Ремагену. Союзники обнаружили, что мост Людендорфа у Ремагена нетронут. Части 9-й дивизии захватили мост 7 марта 1945 года буквально за минуты до детонации установленных немцами взрывных устройств. Дивизия захватила плацдарм за мостом, двинулась на юг и восток, переправилась через реку Лан, пошла к Лимбургу, где освободила тысячи военнопленных держав союзников. Затем дивизия выдвинулась к Франкфурту и участвовала в окружении гитлеровцев под Руром. В апреле дивизия продолжила наступление на восток, взяла в кольцо Лейпциг и захватила линию вдоль реки Мульде. Затем дивизия начала движение к Чехословакии, но в это время война в Европе завершилась.
К концу войны Коума решил остаться в армии. Его отправили в южную Корею для несения оккупационной службы, а затем в Японию. Впоследствии Коума получил назначение на пост командира танка роты А 72-го танкового батальона 2-й пехотной дивизии размещавшейся в Форт-Льюисе, штат Вашингтон. К этому времени он обзавёлся домом в округе Пенобскот, штат Мэн, где проживал во время свободное от службы на базе Форт-Льюис.

### Корейская война
После начала войны между Северной и Южной Кореями 25 июня 1950 года США мобилизовали большой контингент войск для отправки на Корейский полуостров. Первоначально туда отправились войска оккупирующие Японию, затем войска начали отправляться непосредственно из США. В августе 1950 года сержант первого класса Коума отплыл в Корею вместе с большей частью 2-й пехотной дивизии. Дивизия прибыла в Корею в конце августа и двинулась к линии Пусанского периметра, которой американские войска окружили портовый город Пусан.
Тем временем КНА подготавливала сентябрьское наступление с целью захватить Мирян и Самнанджин и перерезать тем самым линии снабжения и отступления 2-й американской дивизии между Тэгу и Пусаном. Однако северокорейцы не знали, что 2-я пехотная дивизия недавно сменила 24-ю американскую пехотную дивизию на позициях вдоль реки Нактонган. Поэтому они ожидали слабое сопротивление, так как 24-я дивизия была истощена месяцами сражений, в то время как 2-я дивизия состояла из свежих войск, недавно прибывших в Корею. Бойцы 2-й дивизии едва успели установить оборонительные линии, когда началось северокорейское наступление. Под покровом темноты северокорейцы в нескольких точках начали переправляться через реку Нактонган. На южном краю фланга 9-го американского пехотного полка близ впадения реки Нам в реку Нактонган рота А 1-го батальона окопалась на длинном хребте идущем вдоль реки Нактонган. Хребет завершается высотой 94 у парома Кихан . Дорога вдоль реки Нактонган идёт из Намджи-ри на запад, проходя через южный край хребта, и пересекает западную сторону реки у парома. У подошвы высоты 94 в 270 м от реки лежит небольшая деревня под названием Агок. Блокпост у парома близ Агока удерживал дозор состоящий из танков, бронемашин и двух отделений пехоты из роты А 9-го пехотного полка. Вечером 31 августа рота А выдвинулась с позиций на хребте господствовавших над Агоком и рекой на новые позиции вдоль реки ниже линии хребта.

### Подвиг
Этим вечером сержант Эрнест Р. Коума возглавлявший дозор из двух танков М26 Першинг и двух самоходок М19 в Агоке у реки Нактонган. Коума разместил свою группу на западной околице Агока близ переправы Кихан. В 20.00 выпал плотный туман скрывший реку. В 22.00 на американскую сторону реки начали падать мины. В 22.15 обстрел усилился, артподготовка северокорейцев накрыла позиции роты А. Американские миномёты и артиллерия начали вести контрбатарейный огонь. Некоторые бойцы рота А докладывали что слышали сильный шум с противоположной стороны реки и всплески воды.
К 22.30 туман начал рассеиваться и Коума увидел, что северокорейцы возвели понтонный мост через реку прямо перед его позицией. Четыре бронемашины Коумы атаковали мост, сам Коума расположился за 12,7-мм пулемётом M2 Browning на башне танка. Как только орудие танка открыло огонь, Коума из пулемёта потопил множество лодок, пересекающих реку. В 23.00 вспыхнула перестрелка из лёгкого стрелкового оружия около левого края позиций роты А к северу от [позиции] танков. Перестрелка длилась всего лишь 2-3 минуты, в это время отделения роты А на блокпосте близ танков получили по телефону информацию что рота отступает на первоначальные позиции на хребте и им следует также подниматься на хребет. Коума отказался отступать и решил прикрыть своим огнём отступающую пехоту. Когда он перезаряжал танковый боеприпас, он был ранен в ногу. Стреляя из пулемёта Коума отразил новую попытку северокорейцев переправиться через реку.
Группа Коумы попала в засаду группы северокорейцев, переодетых в американскую военную форму. Коума получил второе ранение на этот раз в плечо, когда он отражал северокорейцев, переправлявшихся через реку. Противник предпринял несколько новых мощных попыток наступления, но Коума, несмотря на ранения, смог отбросить назад северокорейцев, В конечном итоге три бронемашины отступили или были нейтрализованы и Коума со своим танком удерживал переправу у Агока до 7.30 следующего дня. В один из моментов боя северокорейцы окружили танк и Коума стрелял по ним пулемёта в упор. После того как танковые боеприпасы закончились Коума отстреливался из своего пистолета и отбивался гранатами. Затем он отступил на танке и проехал 13 км до новых позиций американцев, уничтожив по дороге три северокорейских пулемёта. В ходе боя Коума уничтожил примерно 250 северокорейцев. Тем самым он превзошёл высоко награждённого солдата армии США Оди Мёрфи, который за время второй мировой войны записал на свой счёт 240 убитых и стал вторым из наиболее награждённых американских солдат в ходе войны.
Вернувшись к своему подразделению, Коума попытался перезарядить боезапас своего танка и вернуться на линию фронта. Вместо этого он получил приказ эвакуироваться в тыл и получить там медицинскую помощь. Будучи в тылу Коума вновь обратился с просьбой разрешить ему вернуться на линию фронта.
Спустя три дня Коума вернулся к несению службы. Вскоре после этого он был повышен в звании до мастера-сержанта и был отправлен в США для награждения медалью почёта за свои действия. Сначала его наградили крестом «За выдающиеся заслуги», но затем было решено наградить его более высокой наградой.
19 мая 1951 президент США Гарри Трумэн на церемонии в Белом доме вручил солдатам 2-й пехотной дивизии Эрнесту Коуме, Карлу Додду и Джону Питтмену медали почёта. После награждения Коума служил рекрутёром в Омахе, штат Небраска. Оставшийся период Корейской войны Коума прослужил инструктором танкового вооружения в танковой школе Форт-Нокса, штат Кентукки.

### Дальнейшая служба
По окончании войны Коума остался в рядах армии. Второй срок он прослужил рекрутёром, два последующих — командиром танка, первый в Форт-Карсоне, штат Колорадо второй — в Германии. Хотя он прослужил в армии 31 год, после Кореи в боях он так и не участвовал. В 1971 году в возрасте 52 лет он вышел в отставку и вёл тихую жизнь в Мак-Дэниелсе, штат Кентукки. Умер 19 декабря 1993 года и был похоронен на кладбище Форт-Нокса. В его честь было названо соревнование Форт-Нокса по стрельбе среди танковых взводов и столовая на Эйзенхауэр-роуд.
Коума, Додд и Питман стали первыми прибывшими на награждение участниками Корейской войны их награждённых медалями Почёта. Девять других награждённых получили свои медали посмертно. Генерал-майор Уильям Ф. Дин награждённый медалью за действия в битве при Тэджоне и считавшийся погибшим на самом деле находился в плену у северокорейцев.

## Наградная запись к медали Почёта
Ранг и часть: мастер-сержант (затем сержант первого класса) армии США роты А 72-го танкового батальона
Место и дата: близ Агока, Корея, 31 августа и 1 сентября 1950 года
Поступил на службу из: деревни Дуайт, Небраска. Место рождения: Дуайт, Небраска 23 ноября 1919 года
G.O. No.: 38, 4 июня 1951 года
Запись
Мастер-сержант Коума командир танка из роты А отличился благодаря видной доблести и отваге, выполняя с риском для жизни долг в бою с врагом. Его подразделение участвовало в поддержке пехоты на фронте реки Нактонган. Около полуночи 31 августа вражеские силы из 500 человек переправились через реку и предприняли яростную атаку позиций пехоты, причинив пехотинцам тяжёлые потери. Был отдан приказ к отступлению, его бронетанковая часть получила задание прикрывать отход, пока не будут оборудованы новые позиции. Противник уничтожил один танк и заставил два других отступить. Внезапно Коума осознал, что его танк оказался единственным препятствием на пути вражеского наступления. Удерживая позицию, он отдал своему экипажу приказы о стрельбе, и всю ночь оставался на позиции, отражая повторяющиеся вражеские атаки. Во время одной из яростных атак неприятель окружил его танк, и он выскочил из башни под град огня противника, завладел пулемётом, установленным на задней части кузова и открыл огонь в упор по фанатичному противнику. Боезапас его пулемёта закончился, и он отстреливался из пистолета и бросал гранаты, удерживая врага на расстоянии от танка. После более чем 9 часов непрерывного сражения и ближнего боя он отвёл свой танк к линиям своих сил. Во время 8-мильного отступления по вражеской территории мастер-сержант Коума по оценкам уничтожил 250 вражеских солдат. Его изумительная стойкость предоставила пехоте достаточное время, чтобы переустановить оборонительные позиции. Вернувшись к роте, несмотря на сильные боли от ран он пытался перезарядить свой танк и вернуться на поле боя. Будучи эвакуированным для медицинской помощи он снова продемонстрировал своё мужество, требуя вернуть его на фронт. Своим превосходным руководством, героизмом и ревностной преданностью долгу мастер-сержант Коума заслужил высочайшую честь и поддержал уважаемые традиции армии США.
Оригинальный текст (англ.)
Rank and organization: Master Sergeant (then Sergeant First Class) U.S. Army, Company A, 72nd Tank Battalion
Place and date: Vicinity of Agok, Korea, August 31, and September 1, 1950
Entered service at: Dwight, Nebr. Born: November 23, 1919, Dwight, Nebraska
G.O. No.: 38, June 4, 1951
Citation:
M/Sgt. Kouma, a tank commander in Company A, distinguished himself by conspicuous gallantry and intrepidity at the risk of his life above and beyond the call of duty in action against the enemy. His unit was engaged in supporting infantry elements on the Naktong River front. Near midnight on August 31, a hostile force estimated at 500 crossed the river and launched a fierce attack against the infantry positions, inflicting heavy casualties. A withdrawal was ordered and his armored unit was given the mission of covering the movement until a secondary position could be established. The enemy assault overran 2 tanks, destroyed 1 and forced another to withdraw. Suddenly M/Sgt. Kouma discovered that his tank was the only obstacle in the path of the hostile onslaught. Holding his ground, he gave fire orders to his crew and remained in position throughout the night, fighting off repeated enemy attacks. During 1 fierce assault, the enemy surrounded his tank and he leaped from the armored turret, exposing himself to a hail of hostile fire, manned the .50 caliber machine gun mounted on the rear deck, and delivered pointblank fire into the fanatical foe. His machine gun emptied, he fired his pistol and threw grenades to keep the enemy from his tank. After more than 9 hours of constant combat and close-in fighting, he withdrew his vehicle to friendly lines. During the withdrawal through 8 miles of hostile territory, M/Sgt. Kouma continued to inflict casualties upon the enemy and exhausted his ammunition in destroying 3 hostile machine gun positions. During this action, M/Sgt. Kouma killed an estimated 250 enemy soldiers. His magnificent stand allowed the infantry sufficient time to reestablish defensive positions. Rejoining his company, although suffering intensely from his wounds, he attempted to resupply his tank and return to the battle area. While being evacuated for medical treatment, his courage was again displayed when he requested to return to the front. M/Sgt. Kouma's superb leadership, heroism, and intense devotion to duty reflect the highest credit on himself and uphold the esteemed traditions of the U.S. Army
— 

## Награды
Коума получил следующие награды и знаки отличия:
| A light blue military ribbon with five white stars with five points each. | Бронзовый пучок дубовых листьев                                                      |  |  |
|                                                                           |                                                                                      |  |  |
|                                                                           | Бронзовая звезда за службу · Бронзовая звезда за службу · Бронзовая звезда за службу |  |  |
|                                                                           |                                                                                      |  |  |

| Медаль Почёта                              | Медаль Пурпурное сердце с одним дубовым листом             | Медаль «За безупречную службу» (армия) | Медаль «За защиту Америки»                                      |
| Медаль «За Американскую кампанию»          | Медаль «За Европейско-африканско-ближневосточную кампанию» | Медаль Победы во Второй мировой войне  | Медаль «За службу в оккупационной армии» с «японской ленточкой» |
| Медаль за службу национальной обороне      | Медаль «За службу в Корее» с тремя дубовыми листьями.      | Медаль «За службу ООН в Корее»         | Медаль «За службу на Корейской войне»                           |
| Нашивка 9-й бронетанковой дивизии SSI-FWTS | Нашивка 9-й бронетанковой дивизии SSI-FWTS                 | Нашивка 2-й пехотной дивизии SSI-FWTS  | Нашивка 2-й пехотной дивизии SSI-FWTS                           |

## Комментарии
1. ↑  В 2000 году медалью наградили всех американских солдат принимавших участие в Корейской войне.